# Горно-алтайска автономна съветска социалистическа република
Горно-алтайската автономна съветска социалистическа република (на руски: Горно-Алтайская Советская Социалистическая Республика) е автономна република в състава на Съветския съюз.
Образувана е на 25 октомври 1990 г. чрез повишаване на статута на Горноалтайската автономна област. На 3 юли 1991 г. става Горно-алтайска ССР в състава на Русия. През май 1992 г. е преименувана на Република Горни Алтай, а на 12 декември 1993 г. получава сегашното си име Република Алтай.